# Bagiata
Bagiata (ukr. Багиата) – wieś w Osetii Południowej, w regionie Dżawa. W 2015 roku liczyła 2 mieszkańców.